# Новаковський Леонід Якович
Новаковський Леонід Якович (7 липня 1935, Стирти, Черняхівський район, Житомирська область — 10 грудня 2024) — український державний діяч та вчений у галузі земельних відносин, організатор державної землевпорядної служби України, доктор економічних наук (1986), професор (1994), академік Національної академії аграрних наук (1990), академік Української академії екологічних наук (1992), був членом спеціалізованих вчених рад із захисту докторських дисертацій у Раді з вивчення продуктивних сил України НАНУ, Інституті економіки та прогнозування НАНУ, головним редактором науково-виробничого журналу «Землевпорядкування». Заслужений діяч науки і техніки України (1995). Почесний землевпорядник України (1999) .

## Біографія
У 1953 р. закінчив Житомирський технікум землевпорядкування, а у 1958 р. — факультет землеустрою Львівського сільськогосподарського інституту. Протягом 1958—1965 рр. — інженер, старший інженер, керівник групи, головний інженер проектів проектно-розвідувальних організацій із землеустрою і містобудування Закарпатської області, головний інженер Закарпатської землевпорядної експедиції інституту Укрземпроект, а з 1965 по 1974 р. — референт і старший референт із землекористування та землеустрою Управління справами Ради Міністрів УРСР.
У 1974 р. призначений директором Республіканського проектного інституту із землевпорядкування Укрземпроект, у 1989—1996 рр. — директор Інституту землеустрою УААН; з 1992 по 1996 р. очолював кафедру землевпорядкування Національного аграрного університету (за сумісництвом); у 1996—1999 рр. працював науковим директором Інституту землеустрою УААН і головою Державного комітету України по земельних ресурсах.
З жовтня 1999 р. по травень 2003 р. працював директором Інституту землеустрою УААН, із серпня 2003—2015 рр. — заступник, перший заступник директора з наукової роботи Київського інституту земельних відносин Київради.
З грудня 2006 р. по 2014 р. — експерт Асоціації міст України з питань земельних відносин (за сумісництвом); 1995—1999 рр. — член Комісії з питань аграрної і земельної реформ при Президентові України; 1997–2000 рр. — член Координаційної ради з питань місцевого самоврядування при Президентові України; 1999—2001 рр. — член Комітету з питань аграрної політики при Президентові України; 2000—2002 рр. — позаштатний радник Голови Верховної Ради України; 2006—2010 рр. — член Комісії з опрацювання та комплексного вирішення питань реалізації державної політики у сфері раціонального використання та охорони земель при Президентові України; з червня 2010 р. член Міжвідомчої робочої групи з аналізу стану додержання законодавства у сфері земельних відносин при Президентові України; з травня 2006 р. по 2014 р. — позаштатний консультант комітетів Верховної Ради України з питань державного будівництва та місцевого самоврядування і з питань аграрної політики та земельних відносин.
З 2015 року — до 2024 року — радник Президії Національної академії аграрних наук України.
Брав участь у міжнародних проектах, так у 1976 році працював керівником групи радянських експертів з оцінки проекту «Зелений пояс» (Сахара, Алжирська Народна Демократична Республіка), у 1977 р. виконував експертизу проекту зрошення земель у нижній течії р. Аваш (Ефіопія), у складі делегації Верховної Ради України розробляв заходи щодо співробітництва у галузі сільського господарства із Угорщиною (1991 р.), з діловими колами Норвегії напрацьовував пропозиції щодо шляхів реалізації земельної реформи (1992 р.).

## Наукова діяльність
У червні 1970 р. у Харківському сільськогосподарському інституті ім. В. В. Докучаєва захистив кандидатську дисертацію на тему: «Сільськогосподарське розселення Закарпаття і шляхи його удосконалення», а у липні 1986 р. в Інституті економіки АН УРСР — докторську дисертацію на тему: «Економічні проблеми використання і охорони земельних ресурсів Української РСР».
У 1994 р. надано вчене звання професора.
Наукова діяльність Л. Я. Новаковського пов'язана з дослідженням проблем розселення населення, раціонального використання й охорони земельних ресурсів, екологізації природокористування, розвитку земельних відносин, землеустрою та земельного кадастру. В останні роки Л. Я. Новаковський зосереджує свою наукову діяльність на дослідженні проблем формування та функціонування комунальної власності на землю, обґрунтування шляхів і механізмів розмежування земель державної та комунальної власності, на розробці концептуальних засад регулювання земельних відносин і формування регіональної земельної політики. Зокрема створено наукову модель формування земель територіальної громади міста Києва, розроблено Програму використання та охорони земельного фонду столиці України на 2006—2010 та 2011—2015 роки.
Опублікував 495 наукових праць, у тому числі 32 колективні та індивідуальні монографії. Ученим підготовлено 4 докторів та 7 кандидатів економічних наук.

## Участь у законотворчій діяльності
Був експертом Верховної Ради СРСР при підготовці закону про основи земельного законодавства (1989). Очолював авторські колективи при підготовці проектів Земельного кодексу України (1990, 1992, 2001), Законів України «Про землеустрій», «Про розмежування земель державної та комунальної власності», низки інших законодавчих і нормативних актів з питань розвитку земельних відносин, при розробці проекту Національної програми охорони земель на 1997—2010 роки, Програми створення автоматизованої системи ведення державного земельного кадастру та ін. Під керівництвом Л. Я. Новаковського в Україні виконано значні обсяги робіт з обстеження і картування ґрунтів, землеустрою, охорони земельних ресурсів, проведення економічної оцінки сільськогосподарських земель, здійснення земельної реформи, розроблено наукові основи й впроваджено в практику контурно-меліоративну організацію території.

## Нагороди
Ордени «Знак Пошани» (1977), «За заслуги» III (1999) і II ступенів (2001), князя Ярослава Мудрого V ступеня (2020) та чотири медалі, Почесна Грамота Президії Верховної Ради УРСР (1985), Почесна Грамота Верховної Ради України (2005), Почесною грамота Кабінету Міністрів України (2006), іншими відзнаками. Надано почесне звання заслуженого діяча науки і техніки України (1995). Лауреат Державної премії України в галузі науки і техніки (1993), Почесний землевпорядник України (1999).

## Основні праці
1. Земельні ресурси Української РСР. 1973;
2. Природа України та її охорона. 1975 (співавт.);
3. Справочник по землеустройству. 1983; 1989 (співавт.);
4. Экономические проблемы использования и охраны земельных ресурсов. 1985;
5. Комунальна власність на землю. 2005 (співавт.);
6. Регіональна земельна політика. 2006 (співавт.);
7. Удосконалення земельних відносин у містах. 2006 (співавт.);
8. Соціально-економічні проблеми сучасного землекористування. 2007; 2009 (співавт.);
9. Довідник із землеустрою. 2015 (співавт.);
10. Національна доповідь про завершення земельної реформи. 2015 (співавт.)[13];
11. Чом, чом, земле моя: роздуми про землекористування. 2020[14].

## Інше
- ‪Леонид Новаковский‬ — ‪Google Академія‬[15]